# Коббель

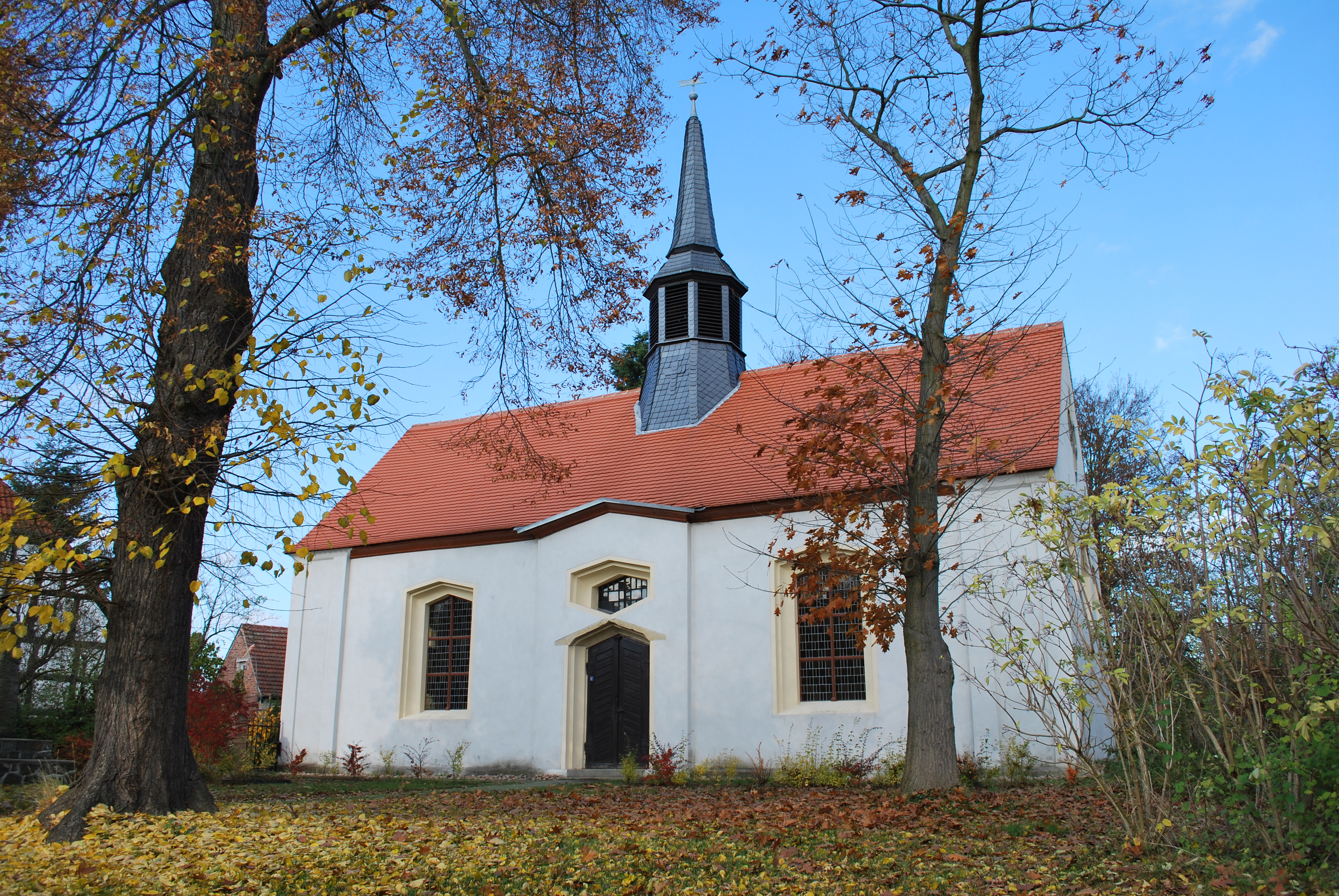
Церковь

Коббель (нем. Cobbel) — деревня в Германии, в земле Саксония-Анхальт. Входит в состав города Тангерхютте района Штендаль. 
Население составляет 268 человек (на 31 декабря 2006 года). Занимает площадь 11,15 км².
Впервые упоминается в 1285 году.
Ранее деревня Коббель имела статус общины (коммуны). 31 мая 2010 года вошла в состав города Тангерхютте. Последним бургомистром общины был Карл-Хайнц Папенброк.

## Достопримечательности
Церковь 1829 года постройки.